# Asafa Powell
Asafa Powell (født 11. november 1982) er sprinter fra Jamaica og tidligere verdensrekordholder på 100 m (9,74 sekunder), overgået af Usain Bolt med 9.72. Rekorden var sat ved et stævne i Rieti, Italien, søndag d. 8. september 2007.
Blandt hans sejre kom de mest betydningsfulde, da han vandt såvel 100 m som 200 m ved IAAF World Athletics Final i 2004. Powell var en del af det jamaicanske stafethold, der vandt guld på 4 x 100 meter-distancen ved OL i Beijing 2008 i ny verdensrekordtid, 37.10

## Dopingmisbrug
Powell indrømmede i 2013 at have taget det forbudte stof oxilofrin efter at Jamaicas antidopingmyndighed JADCO meddelte at de ville offentliggøre navnene på fem atleter, der var bleevt testet positive for doping.